# 伊藤一義
伊藤一義（いとう かずよし、1959年5月16日 - ）は、日本の男性ミュージシャンである。神奈川県座間市出身。血液型はA型。愛称は「リンダ」、「イトキン」。

## 人物
高校卒業後、ビーイングの長戸大幸などに師事。その後透き通った自身の声を活かす形で、LOUDNESS、TUBEのサポートメンバーとして多くのアルバムでコーラスを担当してきた（後述）。TUBEや制作陣の織田哲郎が主導した渚のオールスターズでは一部ボーカルを担当するパートもあった。現在は、ソロ活動やヴォイストレーナーとして活躍している。

## TUBEのサポートメンバーとして
「TUBE」「Riding」もそれぞれ参照
TUBEとは彼らのデビュー以前からビーイングを通じて親交があり、デビュー当時からサポートメンバーとして多くのアルバムに参加、そしてライブやツアーに帯同し、また、TUBEの楽曲では一部イントロやアウトロにスキットが挿入されることがあるが、その担当はほとんどが伊藤であった。その際は「伊藤“リンダ”一義」の名義で参加しており、TUBEのブログにも度々登場していた。
ライブ時にはボーカルの前田亘輝によって同じくサポートメンバーだったパーカッションの沓野行秀と共々「いじられ役」的ポジションとしても扱われ、コメディ性の強いナンバーではかぶり物や変装、時にはダンスも披露し、TUBEファンの人気を集めた。
また、1994年にはベースの角野秀行、そして沓野と共にRidingを結成。春畑道哉のソロナンバーとしてリリースされたJ'S THEMEが編曲され、歌詞が付けられた「風を追いかけて」を皮切りに4枚のシングルをリリース。前田のプロデュースを受けることもあった。
しかし、2013年の野外ツアーを最後に、キーボードの吉村龍太と共にサポートメンバーを退くことになった。当時は理由も公には明かされなかったため、脱退には様々な説が囁かれた。そんな中でTUBEのデビュー30年記念日となった2015年6月1日に、日本武道館で行われた記念ライブで、2年ぶりにTUBEのステージに復帰。わずか3曲だけではあったが、メンバーに並ぼうかという大歓声を浴びた。その際に前田から体調を崩していたことを明かされ、また自身も野外ツアーでのメンバー復帰を高らかに宣言したが、現実には叶わず、ライブオープニングでのVTR出演に留まった。

## レコーディング参加
- 栗林誠一郎「The Grapers Of Worth」「Summer Illusion」
- TUBE
- 春畑道哉